# Бакингем, Селеста
Селеста Ризвана Бакингем (родилась 3 мая 1995) — словацкая певица, автор текстов песен и полиглот швейцарско-американского происхождения. В 2011 году получила известность благодаря участию во втором сезоне чехословацкого реалити-шоу «СуперСтар» (SuperStar). Она стала известной в Чехии и Словакии. Бакингем прошла в финальную часть шоу, но выбыла, заняв 10 место, она быстро стала выпускать музыкальный материал за свой счёт. Её первые синглы «Blue Guitar» и «Nobody Knows» находились в топ-10 в чарта радиоротации Словакии, у неё на родине. С сингла «Ja a ty», записанного для альбома «Nový človek» Майка Спирита (Majk Spirit) началось сотрудничество Селесты с рэпером. В 2012 году Селеста выпустила первый долгоиграющий альбом Don’t Look Back («Не оглядывайся назад»).
Селеста время от времени работает моделью. Она нередко появляется на обложках различных журналов. Также в соавторстве со своей младшей сестрой Кармель опубликовала детскую книгу «The Lost Princess» ("Потерянная Принцесса") (2007). На сцене одной из наиболее характерных черт певицы является выступление босиком.

## Дискография
Саундтреки
- 2011: Česko Slovenská SuperStar: Výběr finálových hitů
- 2014: Love in Your Soul (Láska na Vlásku)
- 2016: Gods of War
- 2019: #Voiceless (Kto je ďalší?)

Студийные альбомы
- 2012: Don’t Look Back
- 2013: Where I Belong
- 2015: So Far So Good
- 2017: Bare

Сборники
- 2016: The Best Of Celeste

## Видеография

### Клипы
- 2011 — «Nobody Knows»
- 2012 — «RUN RUN RUN»
- 2012 — «Never Be You»
- 2012 — «Ja a ty» сMajk Spirit
- 2012 — «Swing (Single version)» с группой AMO
- 2012 — «I Was Wrong» с Майком Спиритом
- 2013 — «Gone» с Кармель Бакингем
- 2013 — «Crushin' My Fairytale»
- 2014 — «I’m Not Sorry»
- 2014 — «Love in Your Soul»
- 2015 — «Unpredictable»
- 2015 — «Loving You»
- 2016 — «HELLO»
- 2016 — «Taký nejsom (Hate Song)» с VLADIS
- 2016 — «My Last Song»
- 2017 — «Alica z ríše divokých» с Peter Pann, Kali
- 2017 — «One Life» с Adam Mišík
- 2017 — «Shoes» с Samuel Tomeček
- 2017 — «Jacuzzi» с Daniel Štrauch (В интернете известен как ютюбер GoGo)
- 2017 — «Go Away»
- 2017 — «Tokyo» с Akalaky
- 2018 — «Na srdci» с Slza
- 2018 — «Immature»
- 2018 — «Tisíc a jedna noc» с Ondrej Kandráč
- 2019 — «#Voiceless»

### Фильмография[31]
| Год       |     | Русское название                       | Оригинальное название                    | Роль                                    |
| --------- | --- | -------------------------------------- | ---------------------------------------- | --------------------------------------- |
| 2009—2013 | с   | Чехо-Словацкое реалити-шоу «СуперСтар» | Cesko slovenská superstar                | камео / Herself                         |
| 2014—2014 | с   | Квартира                               | Panelák                                  |                                         |
| 2014      | ф   | Любовь к волосам                       | Láska na vlásku                          | Принцесса Беатрикс / Princeznou Beatrix |
| 2014—2014 | с   | Мое восстание                          | Moje Povstanie.sk                        | Мариа / Mária                           |
| 2014      | ф   | Селеста Бакингем: непредсказуемая      | Celeste Buckingham: Unpredictable        | камео / Self (singing voice)            |
| 2016      | кор | Парламент душ                          | The Parliament of Souls: Various Artists | Певица / Singer                         |
| 2017      | ф   | Байкеры                                | Bajkeri                                  |                                         |